# Салентин IV фон Изенбург
Салентин IV фон Изенбург (на немски: Salentin IV von Isenburg; * пр. 1319; † сл. 1364) от фамилията Изенберг, е господар на Изенбург и Гренцау.

## Произход
Той е син на Салентин III фон Изенбург-Бурглар († 1351) и втората му съпруга Мехтилд фон Коберн († 1350), дъщеря на Робин фон Коберн и Елизабет фон Епщайн. Братята му са духовниците Робин (ок. 1334 – 1371), каноник в Трир, и Зигфрид († 1355), свещеник в Кетиг и Малшайд.

## Фамилия
Салентин IV се жени пр. 25 февруари 1341 г. за Катарина фон Золмс († сл. 2 май 1399), дъщеря на граф Йохан I фон Золмс-Спонхайм († 1354/1356) и Ирмгард фон Билщайн († сл. 1371). Те имат децата:
- Салентин V фон Изенбург († 30 ноември 1420), женен пр. 6 май 1371 г. за Аделхайд фон Изенбург-Аренфелс († сл. 1401), дъщеря на Герлах II фон Изенбург-Аренфелс († 1371)
- ? Ирмгард фон Изенбург-Гренцау († сл. 1438)